# Seomgirincho
Phedimus takesimensis, Sedum takesimense
Espèce
Synonymes
- Sedum takesimense Nakai[2]

Le Seomgirincho (coréen : 섬기린초,, « girincho de l'île »), Phedimus takesimensis, ou Sedum takesimense, est une espèce de plantes à fleurs de la famille des Crassulaceae. C'est une plante sauvage qui pousse sur les deux îles orientales d’Ulleungdo et Dokdo, en Corée du Sud. Les girincho de différentes sortes appartiennent à la famille des Crassulacées. Le Seomgirincho est le plus souvent trouvé à Ulleungdo. Ce nom lui a été attribué car il ressemble à un animal imaginaire à cornes, appelé Girin. Il pousse dans les endroits ensoleillés entre les rochers au bord de la mer et produit des fleurs jaunes en juillet. L’île d’Ulleungdo possède des conditions naturelles et un écosystème uniques et abrite de nombreuses plantes indigènes. En raison de sa proximité géographique, Dokdo, l'île la plus orientale de la Corée, possède bon nombre de plantes similaires.

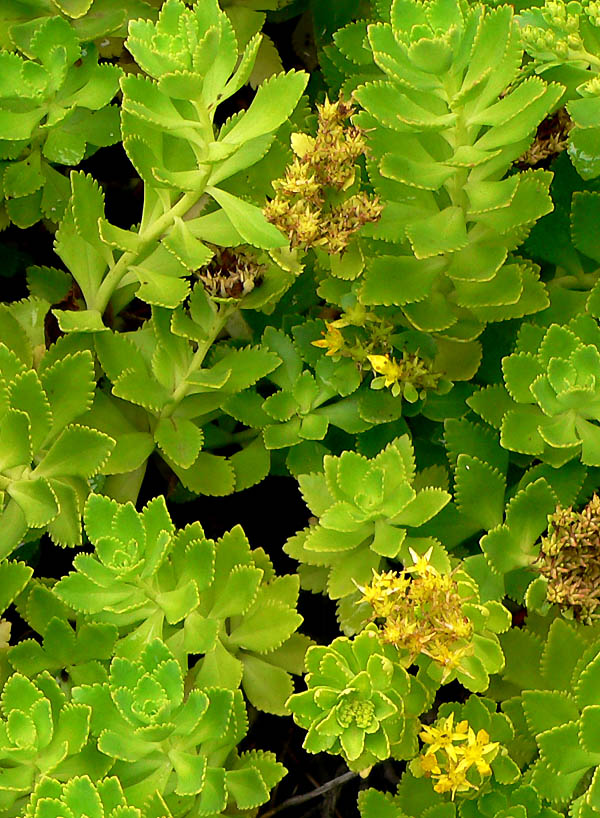
Vue de la plante entière, fleurie.
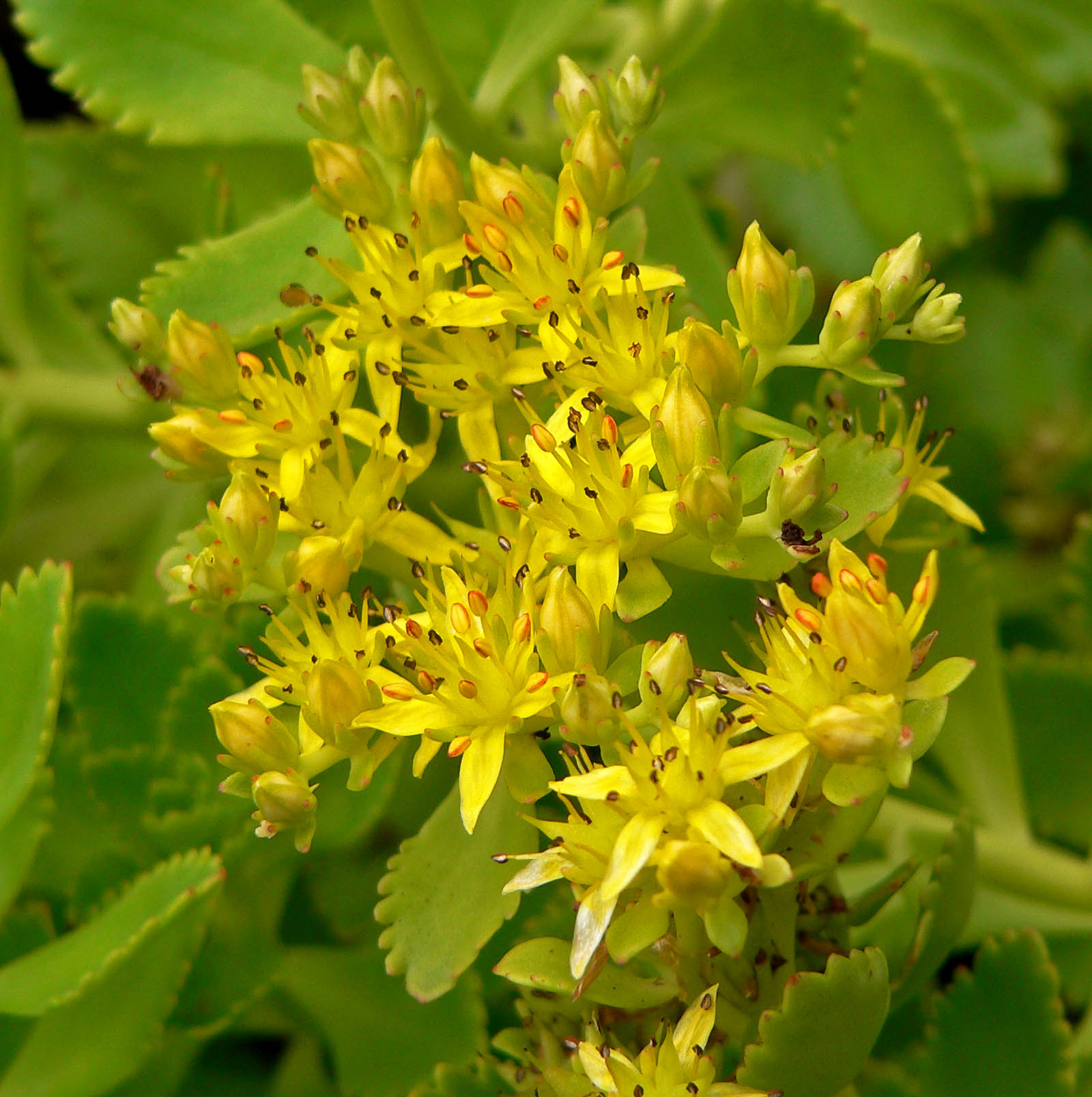
Détail de l’inflorescence.